# Bélapátfalva
Bélapátfalva é uma cidade da Hungria, situada no condado de Heves. Tem 36,63 km² de área e sua população em 2019 foi estimada em 2.935 habitantes.